# 迭烏拉
迭烏拉（法語：Diéoura），是馬里的城鎮，位於該國西部，由卡伊區的迪耶馬省負責管轄，面積390平方公里，海拔高度258米，2009年人口10,137，人口密度每平方公里26人。